# Firefox Lockwise
Firefox Lockwise (ehemals Firefox Lockbox) ist ein von dem US-amerikanischen Tochterunternehmen Mozilla Corporation entwickelter Passwortmanager-Online-Dienst.

## Anwendung
Die Firefox Lockwise App für Android und für IOS sollte nicht mehr verwendet, sondern deinstalliert werden, da der Support, insbesondere Sicherheitsupdates, am 13. Dezember 2021 eingestellt wurde. Die Verwaltung der bisher mit Lockwise verwalteten Passwörter kann jedoch künftig  direkt in der Firefox Browser App erfolgen (mit Firefox-Benutzerkonto anmelden und Passwort-Sync aktivieren).
Firefox Lockwise ist auf dem Desktop-Computer Teil von Mozilla Firefox, während es unter iOS und Android eine eigenständige Anwendung war.
Wenn Firefox Sync aktiviert ist (mit einem Firefox-Konto), dann synchronisiert Lockwise Passwörter zwischen Firefox-Installationen geräteübergreifend. Es verfügt auch über einen eingebauten Zufallspasswortgenerator.

## Geschichte
Im Juli 2018 veröffentlichte Mozilla erste Versionen unter dem Namen Firefox Lockbox. Zunächst nur für iOS als Teil des Testpilotprogramms. Eine Android-Version wurde dann im März 2019 veröffentlicht. Im Mai 2019 wurde der Passwortmanager dann in Firefox Lockwise umbenannt. Am 13. Dezember 2021 beendete Mozilla die Unterstützung von Lockwise für die Betriebssysteme Android und iOS und integrierte diese Funktionalität in den Browser für Mobilgeräte Firefox.
Auf dem Desktop startete Lockwise als Browser-Addon. Alphas wurden zwischen März und August 2019 veröffentlicht. Seit Mozilla Firefox Version 70 ist Lockwise in den Browser integriert und ersetzte einen einfachen Passwortmanager, der in einem Popup-Fenster angezeigt wurde.